# Hum Tumhare Hain Sanam
Hum Tumhare Hain Sanam è un film indiano del 2002 diretto da K. S. Adhiyaman.